# Ioiô

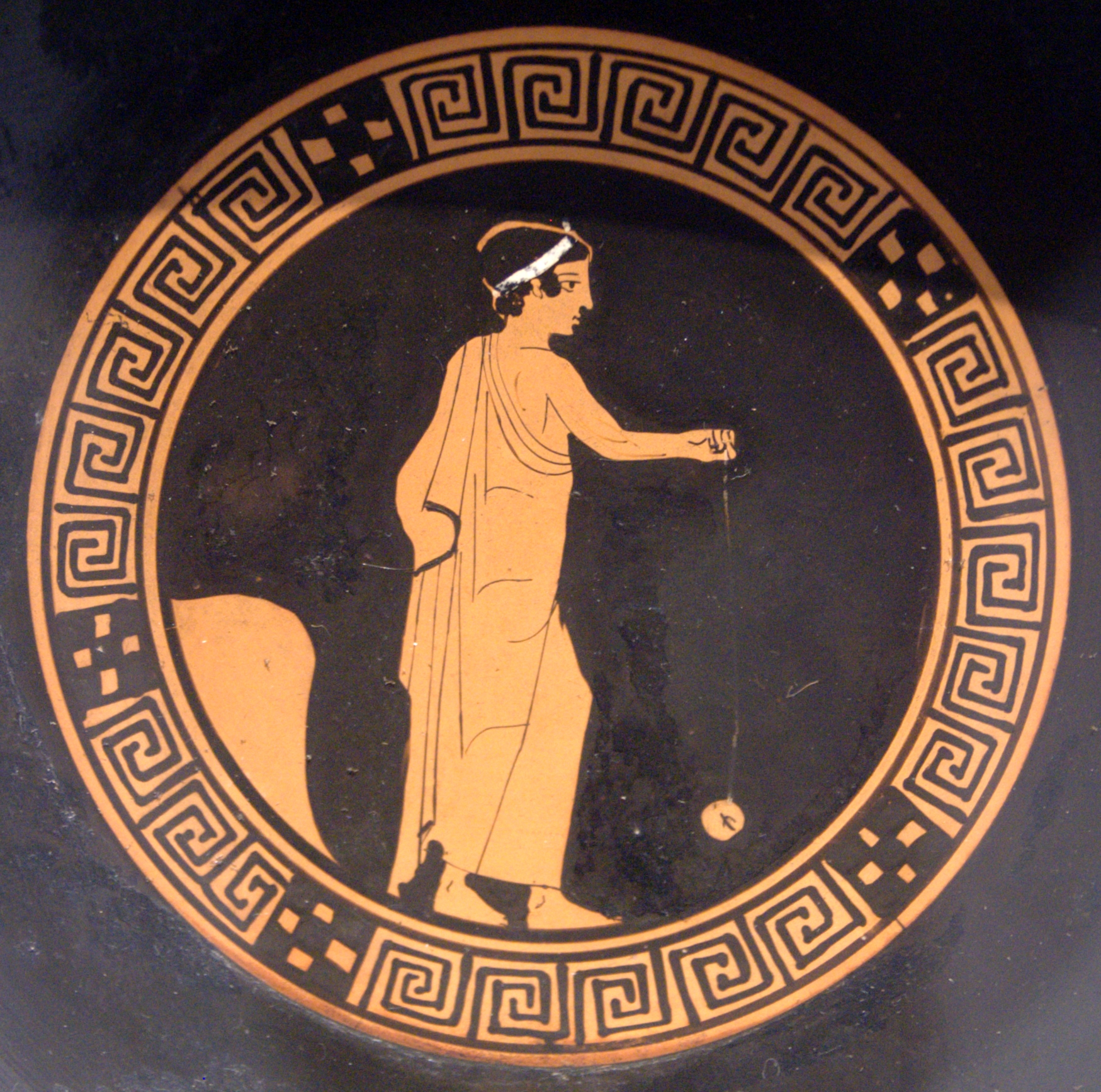
Garoto brincando com um Ioiô de terracota.

Ioiô (português brasileiro) ou ioió (português europeu) é um dos mais antigos brinquedos existentes. É constituído de dois discos, geralmente de plástico, mas podendo ser também de madeira ou metal, unidos no centro por um eixo no qual prende-se uma corda. Deixando-se cair o ioiô, de certo modo ele sobe com o impulso, e a corda se enrola; deverá outra vez cair e subir, sucessivamente, até que termine o impulso inicial.

## História
Não se sabe ao certo qual é a origem do Ioiô. Uns dizem ter sido na Grécia, outros na China ou até mesmo as Filipinas. O mais antigo ioiô encontrado data do ano 500 a.C. e era feito com discos de pele de terracota. Na Europa o ioiô começou a popularizar-se no final do século XVIII, principalmente em França e Inglaterra.
O ioiô, na sua forma atual, nasceu nas Filipinas, onde é até hoje um brinquedo muito popular. Foi só em 1928, no entanto, que o ioiô começou a se popularizar no resto do mundo, quando um filipino, Pedro Flores, levou o ioiô para os Estados Unidos e começou a comercializá-los. Pouco tempo depois, o empresário Donald F. Duncan Sr., impressionado com a popularidade desse simples objeto, comprou a empresa de Pedro Flores, e a transformou na Duncan Company, que passaria a ser a responsável pela imensa popularização do ioiô nas décadas seguintes.
No Brasil, o ioiô se popularizou nas décadas de 80 e 90 com o surgimento de diversas promoções, criadas por empresas de refrigerantes, mas só em 2002 é que se criou a Associação Brasileira de Ioiô, responsável por organizar campeonatos no país.

## Técnicas

### Dorminhoco
O dorminhoco é um dos arremessos de ioiô mais comuns e é a base para quase todos os arremessos de ioiô, exceto o looping. Manter um ioiô girando enquanto permanece na ponta do barbante desenrolado é conhecido como dormir. Enquanto o ioiô está no estado "adormecido" na ponta da corda, pode-se então executar truques como "passear com o cachorro", "o elevador", "ao redor do mundo" ou o mais complexo "balançar o bebê ".
A essência do arremesso é que se lança o ioiô com uma ação de pulso muito pronunciada, de modo que, quando o ioiô chega ao final da corda, ele gira no lugar, em vez de rolar de volta pela corda até a mão do lançador. A maioria dos ioiôs modernos tem uma transmissão ou rolamento de esferas para ajudar nisso, mas se for um ioiô de eixo fixo, a tensão deve ser frouxa o suficiente para permitir isso. As duas maneiras principais de fazer isso são (1), permitir que o ioiô fique na parte inferior da corda para relaxar ou (2) executar o laço ou OVNI para aliviar a tensão. Quando alguém decide encerrar o estado de "sono", basta sacudir o pulso e o ioiô "pega" a corda e rola de volta para a mão. Os ioiôs com rolamento de esferas em formato de "borboleta", usados principalmente para truques de cordas, freqüentemente têm resposta baixa ou não respondem completamente, exigindo uma "ligação" para o ioiô retornar.
Na competição, o domínio do sono é a base da divisão 1A. Os ioiôs baratos de eixo fixo geralmente giram entre 10 e 20 segundos, enquanto os ioiôs caros com rolamentos de esferas podem girar cerca de 1 a 4 minutos, dependendo do lançamento. Em 2010, o tempo de sono recorde mundial foi de 3:51,54 minutos para ioiôs de eixo fixo e 21:15,17 minutos para ioiôs transaxle. Em 2012, o recorde de tempo de sono do ioiô transaxle foi quebrado pelo C3YoyoDesign BTH, com tempo de 30:28,30 minutos [carece de fontes]. Um sleeper throw tradicional é empregado para iniciar combinações de frontstyle, enquanto um sleeper lateral, ou "breakaway" é usado para iniciar combinações de sidestyle.

### Montagens, transições e desmontagens
Os truques de ioiô em que o ioiô fica preso em uma corda são chamados de montagens. As transições são empregadas para passar de uma montagem para outra. As montagens frontstyle incluem as montagens inferior e superior, bem como a montagem inferior dividida. As montagens Sidestyle incluem o homem no trapézio voador. As combinações podem ser produzidas através da transição de uma montagem para outra de várias maneiras.
Combinações que podem ser repetidas indefinidamente são chamadas de "repetidoras".

### Loops e Regens
Loops são truques de ioiô que consistem no ioiô girando em torno da mão de arremesso.
Uma certa classe de truques de looping, regens, são truques que adicionam giro a um ioiô sem ter que devolvê-lo à mão que o arremessa. Como os regens alternam entre frontstyle e sidestyle, eles são frequentemente usados para fazer a transição entre combinações de frontstyle e sidestyle.[26]

### Truques que ajustam a tensão das cordas
Certos truques, como o OVNI e o Sidewinder, podem alterar a tensão da corda, tornando-a mais frouxa ou mais apertada, alterando assim a resposta do ioiô.

## Galeria

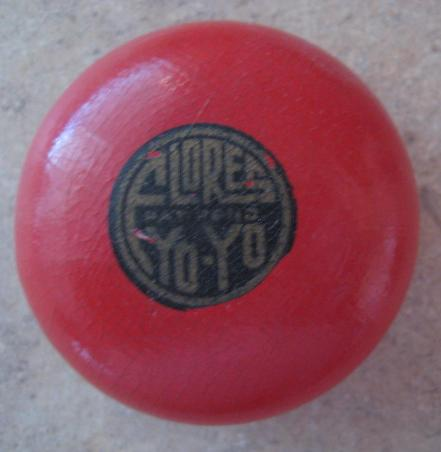
Flores Yo-yo (1928-1929)
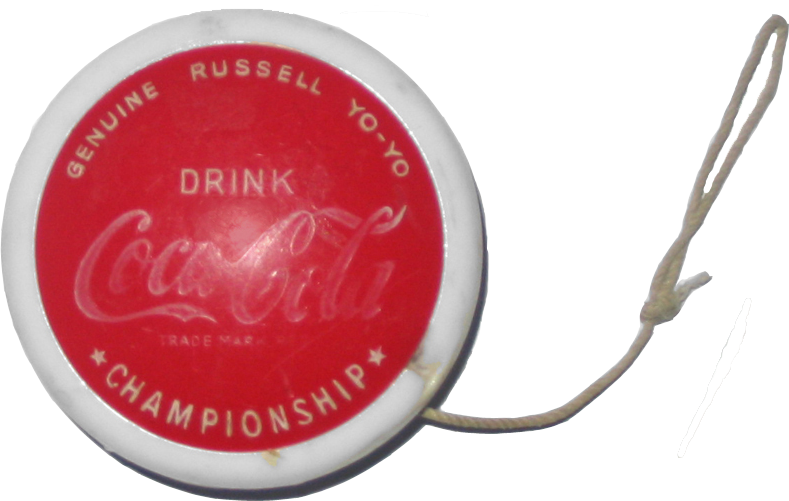
Ioiô de 1960